# Нубийский осёл
Нубийский осёл (лат. Equus africanus africanus) — подвид африканского дикого осла. Нубийские дикие ослы обитали в Нубийской пустыне на северо-востоке Судана, их ареал распространялся от реки Нил на восток до Красного моря. Предполагается, что две популяции могли сохраниться на карибском острове Бонайре и в национальном парке Гебель-Эльба.
В отличие от сомалийского дикого осла, нубийский осёл не имеет чёрных полосок на ногах, но имеет более длинные уши.

## Исчезновение и потенциал выживания
Нубийский дикий осёл не был замечен с 1950—70-х годов и считается вымершим. Последние особи обитали в долине Барка в Эритрее. Исчезновение нубийского осла можно объяснить охотой, конкуренцией с домашним скотом за ограниченные ресурсы пустыни и гибридизацией с домашним ослом.
В 2014—2015 годах был проведён анализ митохондриальной ДНК из предполагаемой популяции диких ослов на острове Бонайре. В исследование были включены образцы ДНК животных с Бонайре, музейные образцы диких ослов из Нубии, ДНК четырёх сомалийских диких ослов и одного домашнего осла в качестве контрольного образца. Учёные обнаружили, что животные на Бонайре очень близки к известным чистым нубийским диким ослам и сильно отличаются от других подвидов. Однако исследования 2010 года показали, что современные домашние ослы произошли от двух ветвей диких ослов, одна из которых была нубийской, а вторая — неизвестного происхождения. Поэтому лучшим методом исследования было бы включение большего количества домашних ослов, факт использования всего одного осла делает результаты исследования неубедительными.